# Municipio de Steady Run
El municipio de Steady Run (en inglés: Steady Run Township) es un municipio ubicado en el condado de Keokuk en el estado estadounidense de Iowa. En el año 2010 tenía una población de 314 habitantes y una densidad poblacional de 3,85 personas por km².

## Geografía
El municipio de Steady Run se encuentra ubicado en las coordenadas 41°12′8″N 92°14′41″O / 41.20222, -92.24472. Según la Oficina del Censo de los Estados Unidos, el municipio tiene una superficie total de 81.59 km², de la cual 81,54 km² corresponden a tierra firme y (0,06 %) 0,05 km² es agua.

## Demografía
Según el censo de 2010, había 314 personas residiendo en el municipio de Steady Run. La densidad de población era de 3,85 hab./km². De los 314 habitantes, el municipio de Steady Run estaba compuesto por el 99,36 % blancos, el 0,32 % eran afroamericanos y el 0,32 % eran de una mezcla de razas. Del total de la población el 0,32 % eran hispanos o latinos de cualquier raza.